# João de Brito
João Heitor de Brito (Lisboa, São Cristóvão e São Lourenço, 1 de Março de 1647 — Oriur [en], Índia, 4 de Fevereiro de 1693) foi um missionário jesuíta português e mártir, frequentemente chamado de "O São Francisco Xavier Português". Foi canonizado em 22 de Junho de 1947, pelo Papa Pio XII.

## Biografia

### Adolescência
João de Brito nasceu na freguesia de São Cristóvão e São Lourenço da cidade de Lisboa a 1 de Março de 1647, filho de Salvador de Brito Pereira, fidalgo da Casa Real, Alcaide-Mor do castelo de Alter do Chão e 20.º Governador da Capitania do Rio de Janeiro, e de sua mulher D. Brites Pereira. O seu pai faleceria no Rio de Janeiro a 20 de Junho de 1651, quando ele tinha apenas quatro anos. Desde cedo que, juntamente com os seus irmãos, Cristóvão e Fernão, teve ensino Cristão.
Aos 11 anos, João de Brito ficou doente com tal gravidade que, nas suas preces para recuperar a saúde, invocava São Francisco Xavier. Acreditando ter ficado bom através das suas preces, veste-se com o hábito de Santo Inácio, da  Companhia de Jesus, tal como tinha prometido, durante um ano. Após o período da promessa, João de Brito revelou a sua mãe a intenção de entrar para a Companhia de Jesus, partindo, em 1667, com quinze anos, para a casa do noviciado de Lisboa, onde passa os próximos dois anos.
Depois de cumprido o noviciado, João de Brito parte para Évora onde, durante cinco anos, estuda Humanidades e Filosofia. No entanto, devido ao clima da cidade, adoece e muda-se para Coimbra, para o Colégio das Artes onde estuda Filosofia. É neste período da sua vida que começa a pensar em ir para uma das missões da Ásia, nomeadamente na Índia, e faz o pedido ao Padre Geral da Companhia, primeiro em 1668, e depois em 1669. Após terminar o curso de Filosofia, é nomeado para leccionar a cadeira de gramática no colégio de S. Antão (actual Hospital de S. José), em Lisboa. Entretanto, recebe a notícia de que o seu pedido para ir para a Índia tinha sido aceite. Influenciado pelo Governador-geral de Madurai, Baltasar da Costa, que se encontrava em Lisboa a procurar membros para a missão, João de Brito decide-se por esta. Entre 1671 e 1673 estuda teologia, condição necessária para ser ordenado sacerdote e ir para a missão. Quando informa a sua mãe, esta tenta impedi-lo, por todos os meios, de ir, com receio de não o voltar a ver; no entanto, não o consegue pois ele tinha tomado essa decisão de acordo com os seus ideais.

### Ida para a Índia
A 25 de Março de 1673, João de Brito embarca para Goa, Índia, onde chega a 14 de Setembro desse ano. Os primeiros tempos naquele território foram de preparação para a sua vida de missionário: dormia no chão, não comia nem carne nem peixe, apenas vegetais, fruta, arroz e leite, e poucas, ou nenhumas, condições materiais tinha à sua disposição; termina os estudos de Teologia. No início do ano seguinte, parte para Ambalacata, onde se situava um colégio de estudantes e um seminário para a formação de sacerdotes do rito sírio. Em Abril, segue para a missão de Madurai para aí ser o Superior da Comunidade.

### Missão de Madurai
Embora lhe tenham oferecido condições para efectuar a viagem comodamente, decide ir pelo seu pé, acompanhado pelo Padre André Freire. Chegou a Colei (conhecido agora como Kottagaipatti) a 30 de Julho.

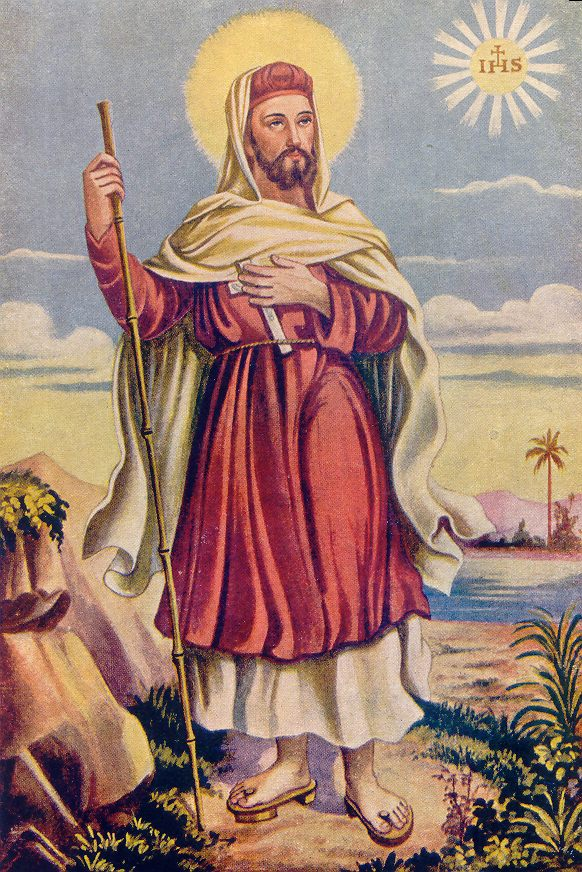
Ilustração tradicional do missionário São João de Brito na Índia.

De entre o sistema de castas da Índia, era à mais baixa — os párias -, que João de Brito se dirigia por aí ter mais amigos. Os párias eram desprezados pelas outras castas e, pelo facto de os missionários lidarem com eles, eram, também, desprezados e considerados como inimigos. Uma das maiores afrontas que algum membro de outra casta podia cometer era converter-se ou contactar com os missionários. Percebendo que a única forma de conquistar a classe mais alta, os brâmanes, eram identificar-se com eles, João de Brito começou a vestir-se como eles, deixou crescer o cabelo e aprendeu a sua língua.
Até 1679, João de Brito efectuou a sua acção missionária entre Colei e Tatuancheri. Esta acção abrangeu doentes, feridos de guerra e desprotegidos. O trabalho missionário não era fácil devido às condições climáticas, inundações e chuvas torrenciais e, sobretudo, a perseguição contra os cristãos. Algumas das ajudas que prestou foram consideradas como milagres ajudando à adesão da população. Na Quaresma de 1678, mais de 3 000 pessoas receberam os sacramentos. Até 1685, o trabalho missionário de João de Brito continuou na região de Tanjore, por entre várias dificuldades. De 1685 a 1686, João de Brito exerce o cargo de Superior da Missão de Madurai.
A 5 de Maio de 1686, João de Brito chega ao reino de Maravá [en]. Devido às perseguições contra os cristãos que ali tinham lugar, há cerca de 18 anos que nenhum missionário passava por aquela região. Antes de partir, pede conselhos a um missionário que o tenta dissuadir de partir. Mesmo assim, João de Brito resolve partir. Aí, baptiza e confessa mais de 2 000 cristãos. Depois destas acções, parte para norte, acompanhado de mais cinco catequistas, e cruza-se com o chefe do exército de Maravá, Coromapulei, que os prende e tortura, obrigando-os a invocar o Deus Shiva, o que recusaram. As torturas prolongaram-se por vários dias. Seguidamente são levados à presença de um tribunal liderado por um general. Este condena-os a serem empalados e a lhes serem cortados os membros por estarem a querer divulgar uma religião diferente e a não invocarem o nome de Shiva. No entanto, a sentença acaba por ser suspensa pois chega uma carta do rei a convocar as tropas do general para lutar contra o seu cunhado. Dias depois, João de Brito e os outros catequistas são levados à presença do rei Ranganadevem (Raghunatha Kilavan [en]). Este pede-lhe para explicar em que consistia a fé que professava e, depois de ouvir as explicações, conclui que aquela tinha grandes virtudes e fugia do pecado. Desta forma, manda cancelar a sentença mas proíbe ao João de Brito de pregar nos seus estados.

### Ida a Portugal
Deixando o reino de Maravá, parte para Malabar onde o padre provincial o informa que se tem de deslocar a Portugal e, de seguida ,a Roma, para fazer um ponto de situação sobre as missões. João de Brito, no entanto, tentou pedir que não o enviassem pois não queria afastar-se de Madura. Contrariado, em Dezembro de 1687, parte de Goa rumo a Portugal, passando pela Baía de Todos os Santos, no Brasil. Chega a Lisboa a 8 de Setembro de 1688, 14 anos depois de ter saído.
No seu regresso a Portugal, foi recebido por D. Pedro II, e por toda a corte. De seguida, foi visitar as casas dos jesuítas de Santarém, Coimbra, Porto e Braga,  para recrutar elementos para as missões. Entretanto, a sua mãe tentou por diversas ocasiões contacta-lo, mas ele dava sempre mais prioridade à sua missão religiosa; encontraram-se, por fim, em Coimbra. De volta à corte, o rei D. Pedro II convida-o a ficar em Portugal, mas recusou.
Pela lei de Roma, os procuradores gerais da Índia devem ir àquela cidade fazer um relatório sobre as suas missões. No entanto, esta lei era contrária à da coroa Portuguesa, o que causava controvérsia. Assim, é enviada uma carta ao superior de João de Brito a expor a situação. Alguns meses chega a resposta com a indicação de que devia ir a Roma. Informado o rei, este não o deixa ir, e informa Roma; esta responde que não era necessário ir.

### Regresso à Índia
Em Abril de 1690, João de Brito parte, de novo, para a Índia, onde chega em Novembro. A 3 de Dezembro, antes de partir para Madurai, visita o túmulo de São Francisco Xavier celebrando o seu dia. Na presença do Padre Provincial, João de Brito consegue que o túmulo seja aberto.
Os últimos anos de vida do Padre João de Brito são anos de evangelização, novas provações, dificuldades e perigo da sua própria vida. O rei da região perseguia-o.

### Morte de João de Brito

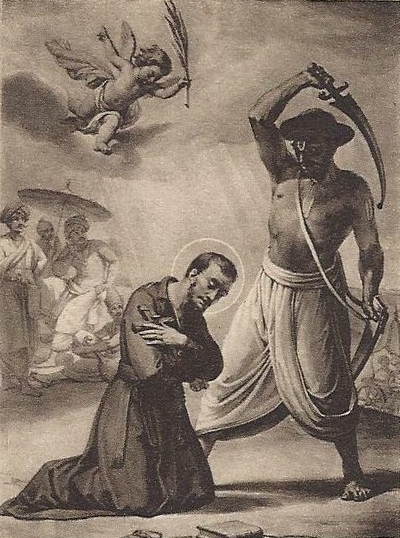
O martírio de São João de Brito

As causas da morte de João de Brito devem-se ao facto de um príncipe da casa real do Maravá, Tariadevem (Thadiya Thevan), querer conhecer a religião cristã, sendo-lhe enviado um catequista para tal. O príncipe, que entretanto adoeceu, não estava a conseguir melhorar com os cuidados médicos da corte, e resolveu invocar o Deus dos cristãos. Acompanhado pelo catequista, foi-lhe lido o Evangelho de São João, e ficou curado, pelo que pediu para ser baptizado. No entanto, havia o problema de ser polígamo e, de acordo com a lei da Igreja cristã, tal não era permitido. Informado, o príncipe aceitou ficar apenas com uma mulher, a primeira, não descurando as outras a quem prometeu que nada lhes faltaria, e foi baptizado. Porém, a sua mulher mais nova não gostou de ser relevada para segundo plano, e foi queixar-se ao rei do Maravá, seu tio, e aos brâmanes. Estes, que não gostavam do Padre, pediram ao rei que chamasse o príncipe que, entretanto, se tinha convertido à religião cristã. Ao saber disto, o rei ficou furioso, mandou destruir tudo o que fosse dos cristãos, e enviou soldados para prender João de Brito, que se encontrava na floresta de Muni.
A 8 de Janeiro de 1693, João de Brito é preso, e espancado, juntamente com um jovem catequista. Seguidamente, atado a um cavalo, depois de percorrer um longo caminho a pé, e de ser insultado pelo povo, chegam à capital a 11 de Janeiro e são colocados numa prisão. O príncipe tentou interceder a favor de João de Brito, mas não o conseguiu. É levado para Oriur, onde chegou no dia 31 de Janeiro. A 4 de Fevereiro, o rei manda executá-lo, por decapitação e, posteriormente, desmembrado. Depois de saberem da notícia da sua morte, os Padres dirigiram-se para o local da sua execução para recolher o que restava do seu corpo e demais objectos pessoais, e mesmo a acha com que foi decapitado. Esta foi enviada para Portugal e entregue ao rei D. Pedro II. A notícia do martírio foi recebida como uma “boa-nova” dado tratar-se de alguém considerado “santo”. Após a morte de João de Brito, diz-me que a areia do local onde foi executado se tornou vermelha do sangue do martírio pelo que passou a ser um lugar de peregrinação. A notícia da sua morte fez aumentar o número daqueles que queriam aderir à sua religião na região de Madurai. 
Hoje em dia existe um santuário e o João de Brito é o padroeiro da arquidiocese de Madurai e da diocese de Sivagangai.

### Processo de beatificação
A morte e o relato de milagres de João de Brito, deram início a um processo de beatificação. O processo foi iniciado pelo bispo  de Meliapor. Várias pessoas que viveram junto dele ou que testemunharam alguns dos seus milagres, fizeram os seus relatos. Em 1696, o Padre João da Costa, missionário, foi a Roma contar a vida, a morte e a obra de João de Brito. Em 1713, outro bispo de Meliapor escreve uma carta a Roma a pedir a “glorificação” do Padre João de Brito.
No entanto, o processo ficaria estagnado dado o início das perseguições à Companhia de Jesus. Em 1773, o Papa Clemente XIV suprime a ordem religiosa. Só no século seguinte o assunto seria retomado, no pontificado do Papa Pio IX. A 17 de Fevereiro de 1852, o Papa declara que se podia avançar para a beatificação, e a cerimónia teria lugar na Basílica de São Pedro, a 21 de Agosto de 1853.

### Canonização

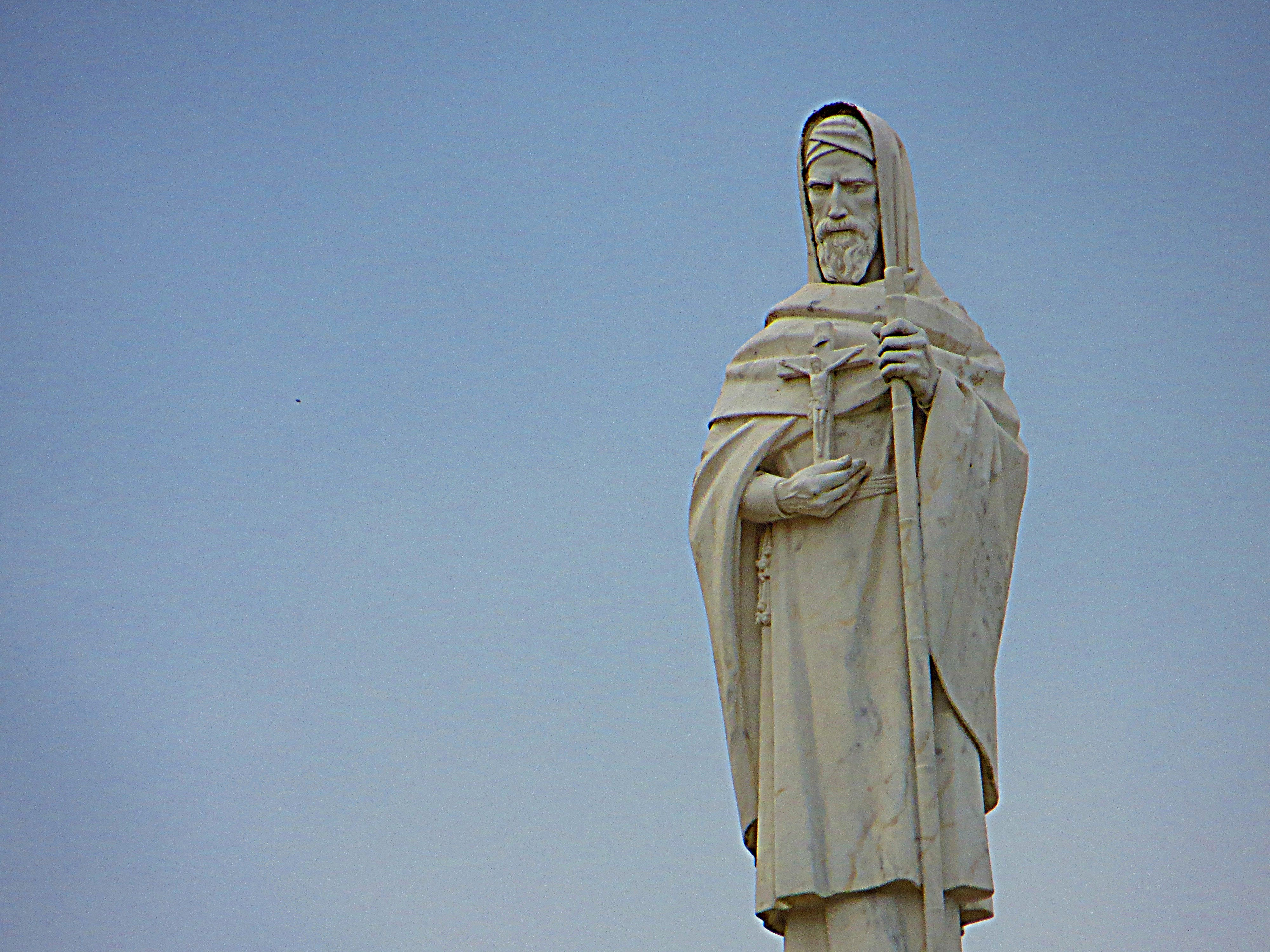
Estátua do mártir São João de Brito sobre a colunata do Santuário de Fátima.

Novamente os anos passaram até que se voltasse a dar importância à obra do Padre João de Brito. Pouco mais era feito senão a celebração da data da sua morte a 4 de Fevereiro. Em 1923, os jesuítas de Pontevedra publicam uma biografia de João de Brito, ao que se seguiram outras publicações, dando, de novo, início a celebrações e a um renascimento na devoção ao Padre.
O processo de canonização é iniciado a 18 de Agosto de 1937. Depois de analisadas as curas que deram origem ao processo, a Santa Sé publica o decreto de aprovação dos milagres a 30 de Junho de 1941. A 22 de Junho de 1947, o Papa Pio XII preside à Eucaristia da canonização, atribuindo, assim, o estatuto de Santo ao Padre João de Brito.
A 14 de Maio de 1982, aquando da Eucaristia celebrada pelo Papa João Paulo II no Parque Eduardo VII, em Lisboa, aquele disse:
| “                    | Como não lembrar o exemplo de São João de Brito, jovem lisboeta que, deixando a vida fácil da corte, partiu para a Índia, a anunciar o Evangelho da salvação aos mais pobres e desprotegidos, identificando-se com eles e selando a sua fidelidade a Cristo e aos irmãos com o testemunho do martírio? | ” |
| — Papa João Paulo II | |   |